# Гладък скат
Гладък скат (Dipturus batis) е вид хрущялна риба от семейство Морски лисици (Rajidae). Възникнал е преди около 1,81 млн. години по времето на периода кватернер. Видът е критично застрашен от изчезване.

## Разпространение и местообитание
Разпространен е в Албания, Алжир, Белгия, Великобритания, Германия, Гърция, Дания, Ирландия, Исландия, Испания, Италия, Мароко, Нидерландия, Норвегия, Португалия (Мадейра), Словения, Турция, Франция, Хърватия и Черна гора.
Обитава крайбрежията и пясъчните дъна на океани, морета и реки. Среща се на дълбочина от 9 до 1000 m, при температура на водата от 6,6 до 11,3 °C и соленост 30,2 – 35,5 ‰.

## Описание
На дължина достигат до 2,9 m, а теглото им е максимум 97,1 kg.
Продължителността им на живот е около 50 години. Популацията на вида е намаляваща.